# 햄릿 왕자

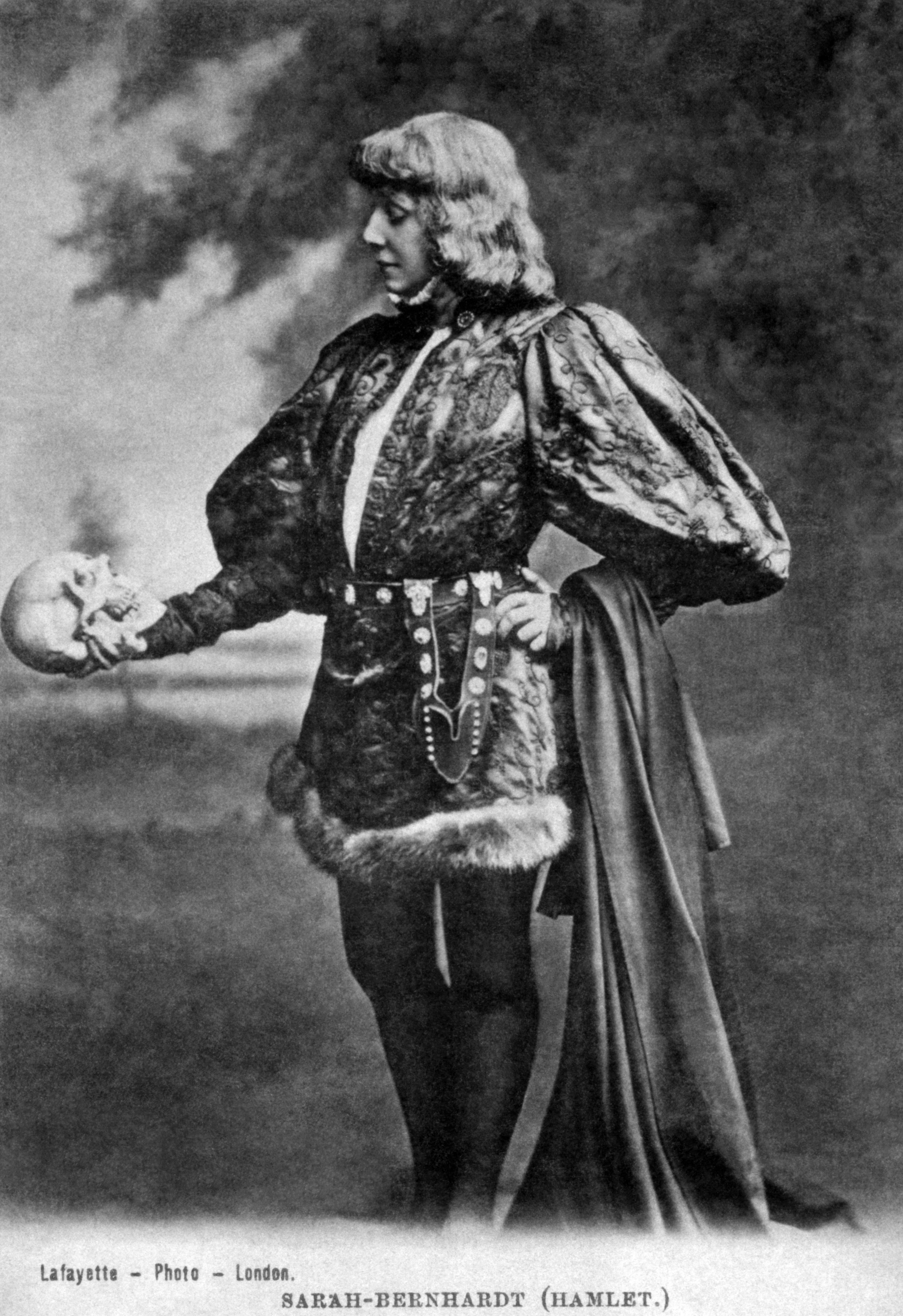
햄릿으로 분한 사라 베르나르 (1880-1885)

햄릿 왕자(Prince Hamlet)는 윌리엄 셰익스피어의 희곡 《햄릿》의 등장인물이다. 덴마크의 왕자인 햄릿은 왕위를 찬탈한 클라우디어스의 조카로, 전 덴마크 햄릿 왕의 아들이다. 극의 처음에서 햄릿은 살인된 아버지의 복수를 할 것인지, 한다면 어떻게 복수할지를 고민한다. 비극 말까지 햄릿은 폴로니어스, 레어티즈, 클라우디어스, 비텐베르크 대학의 친구인 로젠크란츠와 길덴스턴의 죽음을 초래한다. 햄릿은 간접적으로도 연인 오필리어 (익사)와 어머니 거트루드 (클라우디어스의 과실에 의한 독살)의 죽음에도 관여하고 있다.